# J. J. Jackson
J. J. Jackson (eigentlich Jerome Louis Jackson; * 8. November 1942 in Brooklyn, New York) ist ein US-amerikanischer Soul- und R&B-Sänger. 

## Leben
Jackson wurde in New York geboren. In den 50er-Jahren war er zunächst Teil der Jackaels, später arbeitete Jackson als Arrangeur für Jack McDuff, Jimmy Witherspoon und andere. Er trat auch als Songwriter in Erscheinung und wird u. a. als Autor des Shangri-Las-Songs It’s Easier to Cry geführt. Auf Geheiß seines Managers nach England gekommen, zeichnete er sich als Songwriter der Pretty-Things-Nummer Come See Me (I’m Your Man) von 1966 erstmals unter dem Namen J. J. Jackson verantwortlich, davor trat er unter seinem bürgerlichen Namen oder als J. Jackson auf. Das Talent des 150 kg schweren Belters im Stile von Otis Redding wurde 1966 erkannt und brachte ihm einen Vertrag mit Calla ein. Mit britischen Musikern nahm er im selben Jahr u. a. But It’s Alright auf (Ko-Autor: Pierre Tubbs). Die Single sollte ein großer Erfolg werden und gehörte bald zu den prägendsten Tanznummern der 1960er-Jahre. Sie erreichte in den Billboard-Pop-Charts Platz 22 und in den R&B-Charts Platz 4. Jackson arbeitete in dieser Zeit mit britischen Jazz-Musikern wie Dick Morrissey, Terry Smith, Stu Hamer, Brian Henderson, John Marshall und Larry Steele zusammen.
Nach seinem großen Erfolg veröffentlichte er die Single Dig Girls (Billboard Platz 83), ein Jahr später mit seiner Begleitband The Greatest Little Soul Band in the Land ein Album, auf dem erneut der namensgebende Titelsong But It’s Alright enthalten war, sowie 1969 und 1970 zwei weitere Alben, mit denen er jedoch nicht mehr an den Erfolg von But It’s Alright anknüpfen konnte. Im Jahr 1969 konnte sich die Hitsingle nach einer Neuveröffentlichung durch Warner Brothers, die sich die Rechte am Calla-Katalog gesichert hatten, jedoch erneut in den Charts auf Platz 45 platzieren.

## Würdigung
Allmusic-Autor Richier Unterberger bezeichnet Jackson als „einen der interessantesten in der Versenkung verschwundenen Figuren des 60er-Jahre-Soul“, der mit But It’s Alright einen „der ansteckendsten Tanz-Kracher der Dekade“ (one of the most infectious dance smashes of the decade) geschaffen habe. Kritiker Don Waller attestierte, das Gitarren-Riff von But It’s Alright vermöge es, einen „Block von Kommunisten schweben zu lassen“ (strong enough to levitate a bloc of communists). J. J. Jackson wird in der Northern-Soul-Szene auch heute noch hoch geschätzt.

## Diskografie (Auswahl)
Alben
- 1967: But It’s Alright
- 1969: The Greatest Little Soul Band in the Land
- 1970: J. J. Jackson’s Dilemma

Singles
- 1966: But It’s Alright
- 1966: I Dig Girls